# U-458
| U-458                      | U-458                                                          | U-458                                                          |
| -------------------------- | -------------------------------------------------------------- | -------------------------------------------------------------- |
|                            |                                                                |                                                                |
|                            |                                                                |                                                                |
|                            |                                                                |                                                                |
| Під прапором               | Третій рейх                                                    | Третій рейх                                                    |
| Спуск на воду              | 4 жовтня 1941 року                                             | 4 жовтня 1941 року                                             |
| Виведений зі складу флоту  | 22 серпня 1943 року                                            | 22 серпня 1943 року                                            |
| Сучасний статус            | затоплений                                                     | затоплений                                                     |
| Проєкт                     |                                                                |                                                                |
| Тип ПЧ                     | Торпедний ДПЧ                                                  | Торпедний ДПЧ                                                  |
| Основні характеристики     |                                                                |                                                                |
| Швидкість (надводна)       | 17,7 вузлів                                                    | 17,7 вузлів                                                    |
| Швидкість (підводна)       | 7,6 вузлів                                                     | 7,6 вузлів                                                     |
| Робоча глибина занурення   | 100 м                                                          | 100 м                                                          |
| Гранична глибина занурення | 220 м                                                          | 220 м                                                          |
| Екіпаж                     | 44 осіб                                                        | 44 осіб                                                        |
| Розміри                    |                                                                |                                                                |
| Довжина найбільша (по КВЛ) | 67,1 м                                                         | 67,1 м                                                         |
| Ширина корпусу найб.       | 6,2 м                                                          | 6,2 м                                                          |
| Висота                     | 9,6 м                                                          | 9,6 м                                                          |
| Середня осадка (по КВЛ)    | 4,70 м                                                         | 4,70 м                                                         |
| Водотоннажність надводна   | 769 т                                                          | 769 т                                                          |
| Озброєння                  |                                                                |                                                                |
| Артилерія                  | одна палубна гармата калібру 88-мм, одна 20-мм зенітна гармата | одна палубна гармата калібру 88-мм, одна 20-мм зенітна гармата |
| Торпедно- мінне озброєння  | 4 носових і один кормовий ТА. 14 торпед або 26 мін             | 4 носових і один кормовий ТА. 14 торпед або 26 мін             |

U-458 — німецький підводний човен типу VIIC, часів Другої світової війни.
Замовлення на будівництво човна було віддане 16 січня 1940 року. Човен був закладений на верфі суднобудівної компанії «Deutsche Werke AG» у місті Кіль 16 жовтня 1940 року під заводським номером 289, спущений на воду 4 жовтня 1941 року, 12 грудня 1941 року увійшов до складу 8-ї флотилії. Також за час служби входив до складу 3-ї та 29-ї флотилій. Єдиним командиром човна був капітан-лейтенант Курт Діггінс.
Човен зробив 7 бойових походів, в яких потопив 2 (загальна водотоннажність 7 584 брт) судна.
22 серпня 1943 року затоплений у Середземному морі південно-східніше Пантеллерії (36°25′ пн. ш. 12°39′ сх. д. / 36.417° пн. ш. 12.650° сх. д.) глибинними бомбами британського есмінця «Істон» та грецького есмінця «Піндос». 8 членів екіпажу загинули, 39 врятовані.

## Потоплені та пошкоджені кораблі[3]
| Назва    | Тип           | Належність      | Дата           | Тоннаж (БРТ) | Вантаж                               | Статус    | Місце                                                       |
| Mosfruit | торгове судно | Норвегія        | 30 червня 1942 | 2 714        | Генеральні вантажі та морожене м'ясо | потоплено | 56°10′ пн. ш. 23°40′ зх. д. / 56.167° пн. ш. 23.667° зх. д. |
| Arletta  | танкер        | Велика Британія | 5 серпня 1942  | 4 870        | Баласт                               | потоплено | 44°44′ пн. ш. 55°22′ зх. д. / 44.733° пн. ш. 55.367° зх. д. |